# Xian de Huangzhong
Le xian de Huangzhong (chinois : 湟中县 ; pinyin : huángzhōng xiàn) est un district administratif de la province du Qinghai en Chine. Il est placé sous la juridiction de la ville-préfecture de Xining.

## Histoire
Sous la dynastie Ming (1368 – 1644), elle était intégrée au wei de Xining (chinois : 西宁卫).
À partir de 1724, sous la dynastie Qing, elle était intégrée au Xian de Xining (chinois : 西宁县)
Le district a beaucoup souffert de la Grande famine provoquée par le Grand Bond en avant (1958-1961) : en 1960, sa population a décru de plus de 12%, et on a signalé plus de 110 cas de cannibalisme.

## Démographie
La population du district était de 450 375 habitants en 1999.

## Subdivisions administratives
Le xien comporte seize subdivisions administratives dont onze bourgs et cinq cantons :
- Bourg de Lusha'er (鲁沙尔镇, lǔshā'ěr zhèn) ;
- Bourg de Zongsai (总寨镇, zǒngzhài zhèn) ;
- Bourg de Shangxinzhuang (上新庄镇, shàngxīnzhuāng zhèn) ;
- Bourg de Tianjiasai (田家寨镇, tiánjiāzhài zhèn) ;
- Bourg de Ganhedan (甘河滩镇, gānhétān zhèn) ;
- Bourg de Gonghe (共和镇, gònghé zhèn) ;
- Bourg de Duoba (多巴镇, duōbā zhèn) ;
- Bourg de Lanlongkou (拦隆口镇, lánlóngkǒu zhèn) ;
- Bourg de Shangfuzhuang (上五庄镇, shàngwǔzhuāng zhèn) ;
- Bourg de Lijiashan (李家山镇, lǐjiāshān zhèn) ;
- Bourg de Xibao (西堡镇, xībǎo zhèn.

- Canton de Qunjia (群加乡, xiāng) ;
- Canton de Tumenguan (土门关乡, tǔménguān xiāng) ;
- Canton de Handong (汉东乡, hàndōng xiāng) ;
- Canton de Dacai (大才乡, dàcái xiāng) ;
- Canton de Haizigou (海子沟乡, hǎizigōu xiāng.

## Tourisme

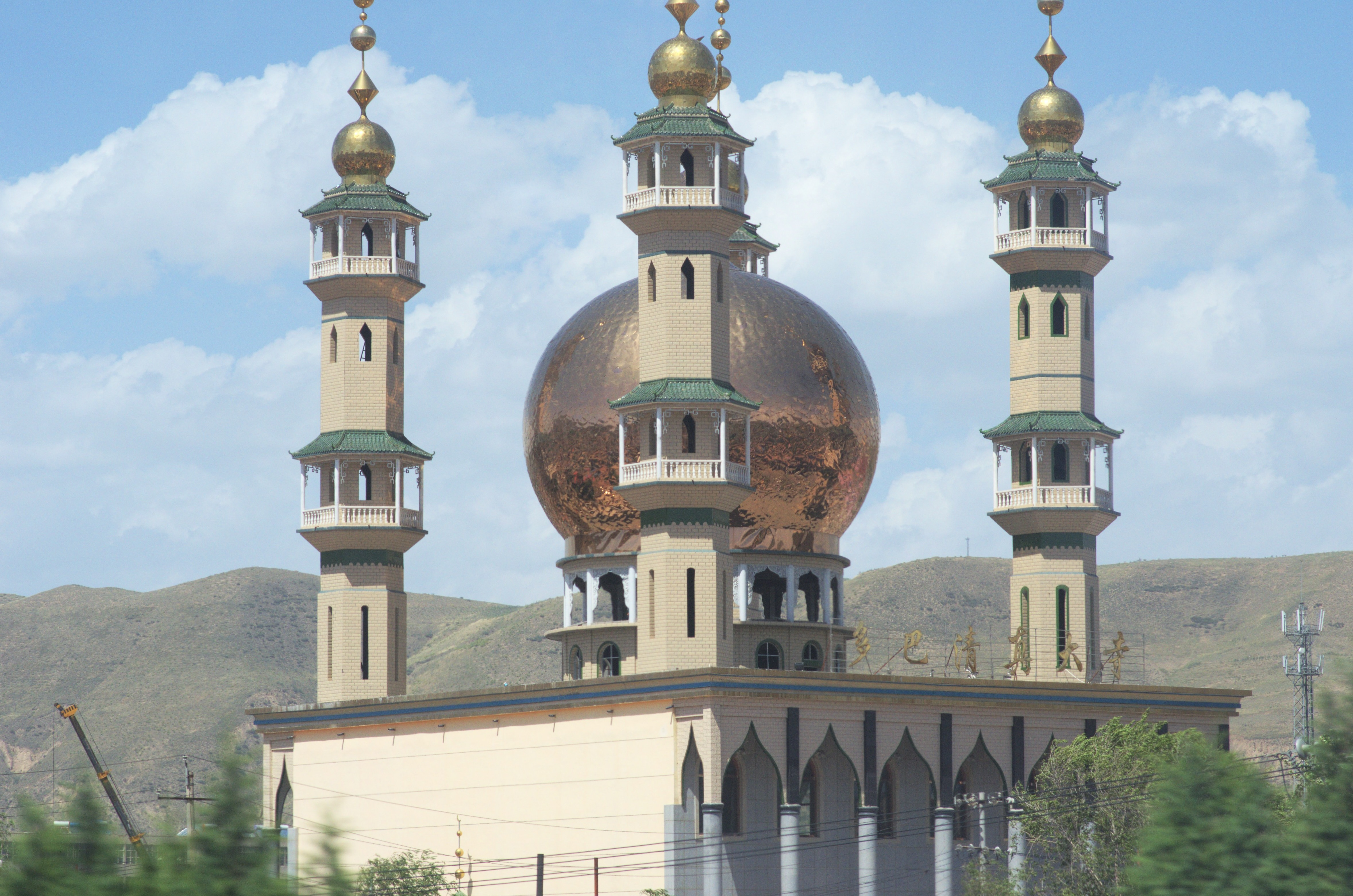
Grande mosquée de Duoba.

- Lamaserie de Ta'er, commencé sous la dynastie Ming.
- Musée de la culture tibétaine.
- Grande mosquée de Duoba.